# Haddaway
Nestor Alexander Haddaway, cunoscut sub numele de scena Haddaway (n. 9 ianuarie 1965, Port of Spain, Trinidad și Tobago) este un solist german de muzică house/eurodance originar din Trinidad și Tobago.
Nestor Alexander Haddaway s-a născut pe 9 ianuarie 1965 în Trinidad și Tobago. A crescut în Chicago și Washington, D.C., pănă când s-a mutat în Germania. Are studiile la Universitatea George Washington. El a devenit renumit la nivel mondial în 1993 cu hitul What Is Love.

## Legături externe
Materiale media legate de Haddaway la Wikimedia Commons
- Site web oficial
- Haddaway la Internet Movie Database